# Prix d'Amérique
Grand Prix d'Amérique (1920–2012 med namnet Prix d'Amérique och 2015–2017 med det officiella namnet Prix d'Amérique Opodo av sponsringsskäl), är ett årligt franskt travlopp. Det körs på Vincennesbanan i Paris varje år den sista söndagen i januari över distansen 2700 meter. Första upplagan kördes 1920. Det är ett Grupp 1-lopp, det vill säga ett lopp av högsta internationella klass, och förstapris är 450 000 euro. Loppet är höjdpunkten av det franska vintermeetinget. Loppet räknas som världens största och mest prestigefyllda travlopp och marknadsförs (inofficiellt) som VM i trav.

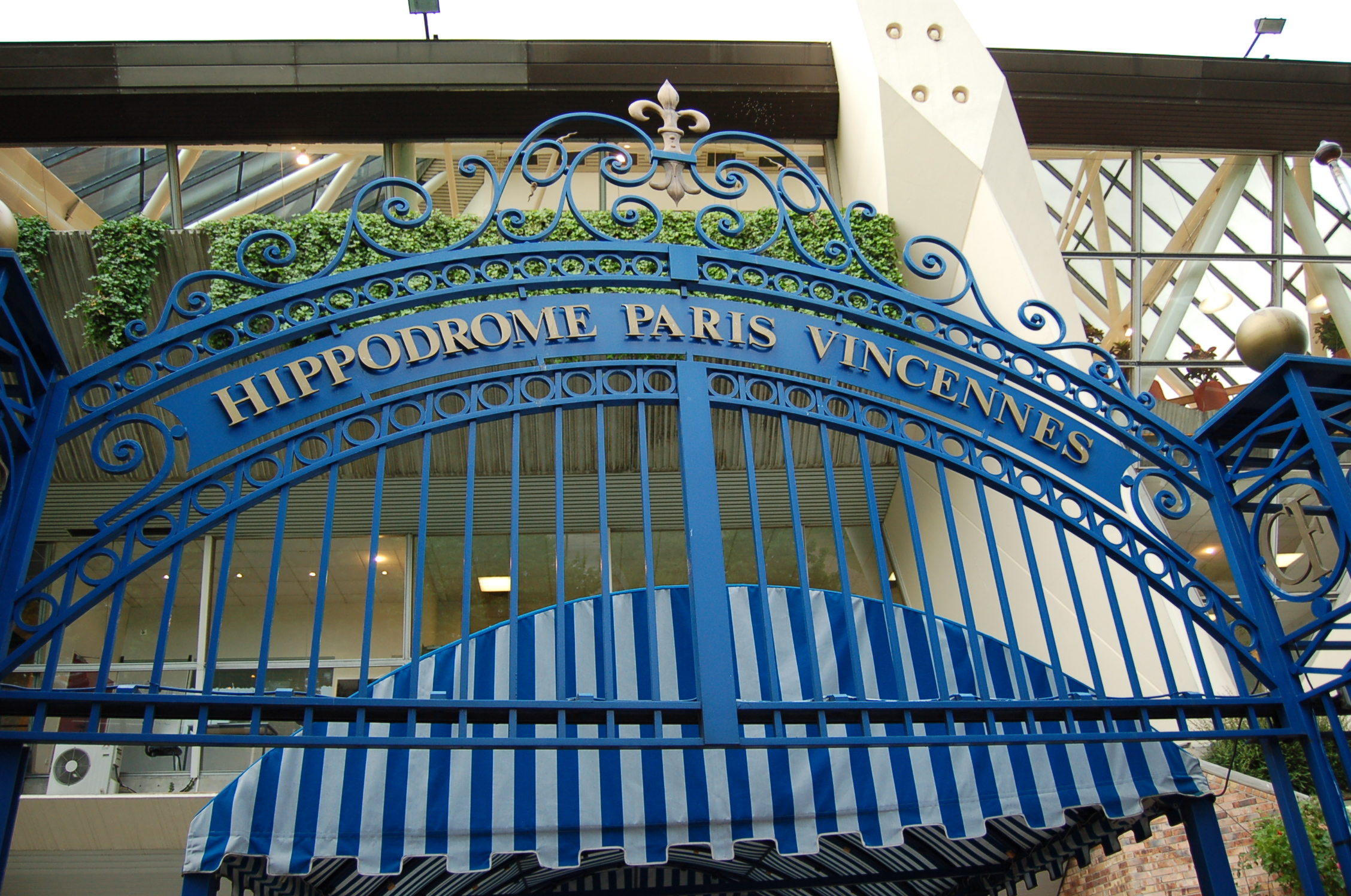
Entrén till Vincennesbanan

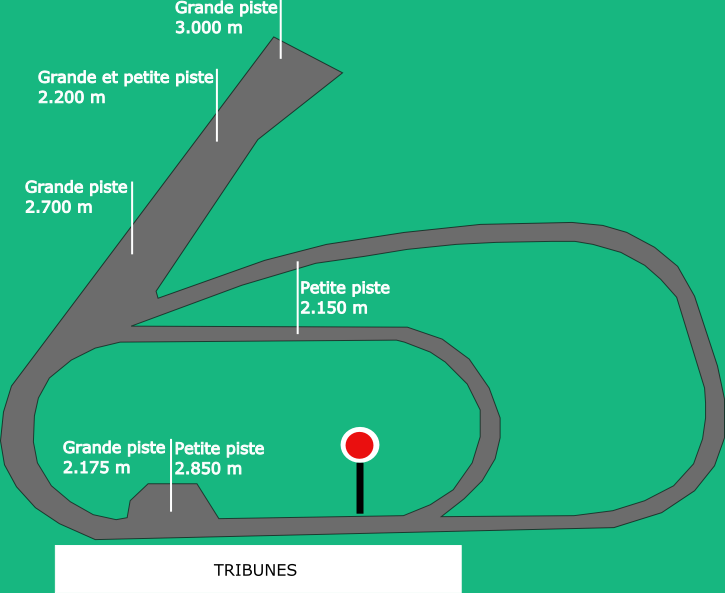
Vincennesbanan har en yttre och en inre bansträckning samt en förgrening. Det är den yttre bansträckningen som används vid Prix d'Amérique och alla övriga större (dag)lopp.

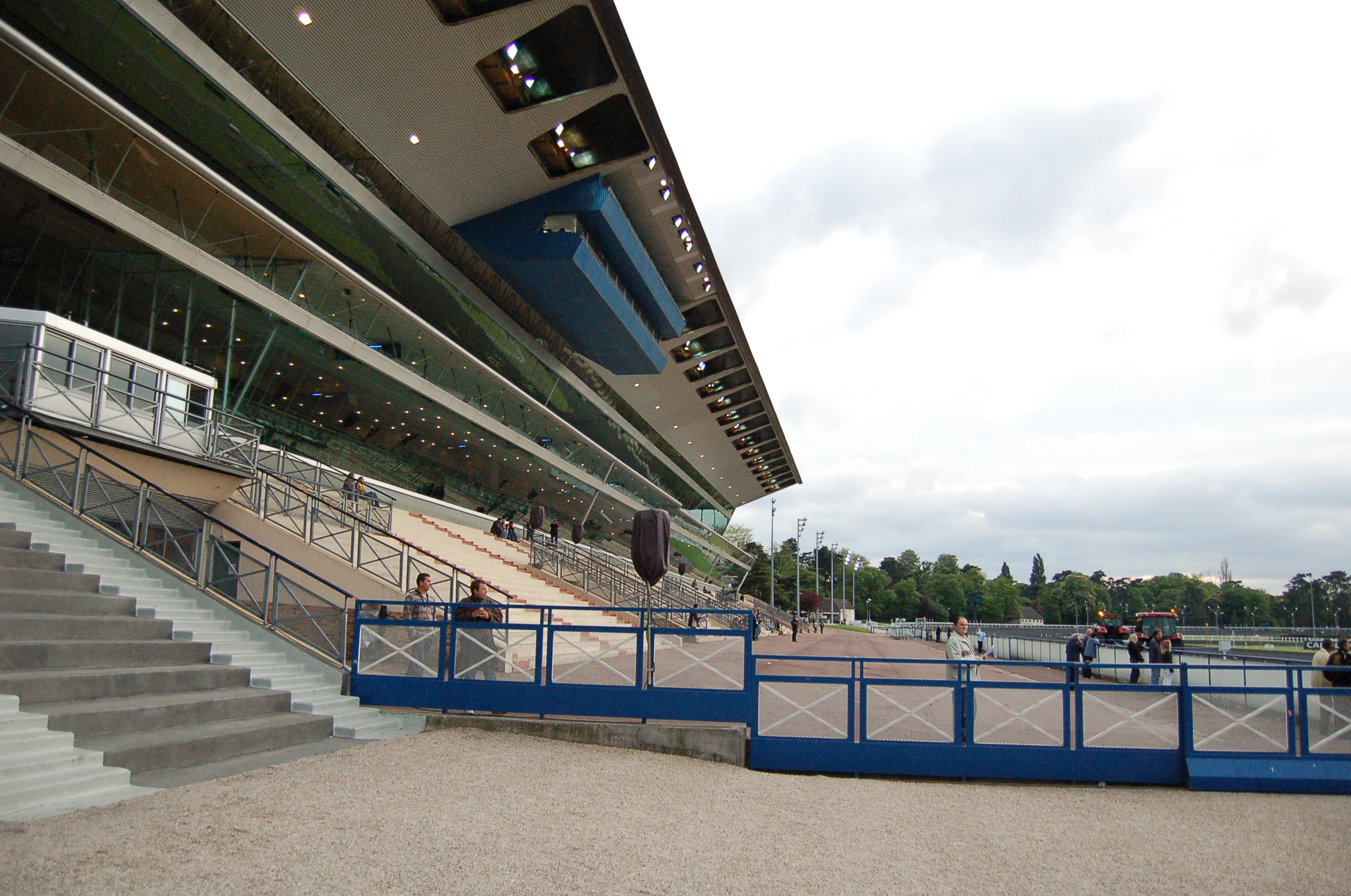
Huvudläktaren på Vincennes.

## Beskrivning och historik
Loppet körs på Vincennesbanan i sydöstra delen av Paris sista söndagen i januari. Distansen har sedan 1994 varit 2 700 meter (dessförinnan 2 650 meter) och startmetoden det franska voltstartssystemet, vilket i korthet innebär att körsvennen själv väljer startspår. Loppet kördes för första gången 1920 och kom till för att hylla den amerikanska insatsen under första världskriget.
Inför 2013 års upplaga bytte man officiellt namn på tävlingen, från Prix d'Amérique till Grand Prix d'Amérique. Vid upplagan 2015 återtog man dock det klassiska namnet, därefter med sponsortillägget Opodo. I samband med 2018 års upplaga ändrade man tillbaka namnet till Grand Prix d'Amérique.
Inför Prix d'Amérique körs fyra B-lopp under det franska vintermeetinget. Dessa lopp är Prix de Bretagne (i november), Prix du Bourbonnais (i december), Prix de Bourgogne (vid årsskiftet) och Prix de Belgique (i mitten av januari). De tre främst placerade hästarna i dessa lopp får en inbjudan till att delta i Prix d'Amérique. Även segrarna i Prix Ténor de Baune och Critérium Continental som körs i slutet av december bjuds in.
Loppen Prix d'Amérique, Prix de France och Prix de Paris utgör de tre Triple Crown-loppen inom fransk travsport. En häst som segrar i dessa tre lopp under samma vinter får en Triple Crown och bonus på 300 000 euro. Fyra hästar har lyckats med bedriften sedan starten: Bold Eagle (2017), Bellino II (1976), Jamin (1959) och Gelinotte (1957 och 1956).

### Framstående vinnare
Många franska stjärnhästar har vunnit loppet, och några namn är Gelinotte, Roquépine, Jamin, Bellino II, Ourasi, Ready Cash och Bold Eagle. Den främsta franska hästen i detta lopp torde dock vara stoet Uranie, vilken segrade tre år i följd – 1926, 1927 och 1928. För sin överlägsenhet bestraffades Uranie i 1929 års upplaga med 50 meters tillägg; hon slutade sexa efter att kommit i mål som tvåa men blivit nedflyttad på grund av galopp över mållinjen. 1930 deltog Uranie åter i loppet, men detta år belastad med ännu större tillägg – 75 meter – och slutade då tvåa.
Flest segrar har den franska hästen Ourasi som vunnit loppet fyra gånger (1986, 1987, 1988, 1990).
I 1950 års upplaga blev Sören Nordin den första svenske kusken och tränaren att vinna loppet, vilket han gjorde med USA-födda hästen Scotch Fez. Andra svenska vinnare är 1973 års segrare Dart Hanover (körd och tränad av Berndt Lindstedt), 1993 års segrare Queen L (körd och tränad av Stig H Johansson), 1995 års segrare Ina Scot (körd av Helen A Johansson och tränad av Kjell P. Dahlström), 2006 års segrare Gigant Neo (körd av Dominiek Locqueneux och tränad av Stefan Melander), 2014 års segrare Maharajah (körd av Örjan Kihlström och tränad av Stefan Hultman), 2018 års segrare Readly Express (körd av Björn Goop och tränad av Timo Nurmos ) och 2020 års segrare Face Time Bourbon (körd av Björn Goop och tränad av Sébastien Guarato. 2021 vann Björn Goop även en tredje gång, återigen med Face Time Bourbon tränad av Sébastien Guarato. Vinsten togs på mycket starka vinnartiden 1.10,8/2700m som är ett nytt löpningsrekord för Prix d'Amérique.
Helen A Johansson blev 1995 den första kvinnan att någonsin vinna loppet. Björn Goop blev 2020 den första svenske kusken att vinna loppet två gånger.

## Prispallsplaceringar
| År   | Häst               | Land          | Far              | Tid/km | Kusk                  | Tränare               | Tvåa               | Trea               |
| ---- | ------------------ | ------------- | ---------------- | ------ | --------------------- | --------------------- | ------------------ | ------------------ |
| 1920 | Pro Patria         | Frankrike     | Bémécourt        | 1'31"4 | Theodor Monsieur      | J.Cabrol              | Nélusko            | Enoch              |
| 1921 | Pro Patria         | Frankrike     | Bémécourt        | 1'28"  | Theodor Monsieur      | J.Cabrol              | Norbert            | Ouistiti           |
| 1922 | Reynolds V         | Frankrike     | Virois           | 1'29"2 | Marcel Gougeon        | H. Céran-Maillard     | Ravageur           | Passeport          |
| 1923 | Passeport          | Frankrike     | Helder           | 1'26"4 | Paul Viel             | A-V.Bulot             | Ouistiti           | Roi Albert         |
| 1924 | Passeport          | Frankrike     | Helder           | 1'26"1 | Alexandre Finn        | A-V.Bulot             | Re Mac Gregor      | Roi Albert         |
| 1925 | Re Mac Gregor      | Frankrike     | Jacques          | 1'26"8 | C. Dessauze           | C. Dessauze           | Tilly              | Roi Albert         |
| 1926 | Uranie             | Frankrike     | Intermède        | 1'28"3 | Valentino Capovilla   | Valentino Capovilla   | Tienneval          | Re Mac Gregor      |
| 1927 | Uranie             | Frankrike     | Intermède        | 1'28"4 | Valentino Capovilla   | Valentino Capovilla   | Templier           | Re Mac Gregor      |
| 1928 | Uranie             | Frankrike     | Intermède        | 1'25"2 | Valentino Capovilla   | Valentino Capovilla   | Ulysse             | Tienneval          |
| 1929 | Templier           | Frankrike     | Diable           | 1'25"4 | Augusto Butti         | G.Bourgeois           | A Fait Jaser       | Tilly              |
|      |                    |               |                  |        |                       |                       |                    |                    |
| 1930 | Amazone B          | Frankrike     | Passeport        | 1'26"1 | Theodor Vanlandeghem  | Theodor Vanlandeghem  | Uranie             | Benjamin III       |
| 1931 | Hazleton           | Italien       | Lu Princeton     | 1'27"1 | Otto Dieffenbacher    | Otto Dieffenbacher    | Amazone B          | Lucullus           |
| 1932 | Hazleton           | Italien       | Lu Princeton     | 1'27"  | Otto Dieffenbacher    | Otto Dieffenbacher    | Capucine X         | Plucky             |
| 1933 | Amazone B          | Frankrike     | Passeport        | 1'26"1 | Theodor Vanlandeghem  | Theodor Vanlandeghem  | Guy Fletcher       | Net Worth          |
| 1934 | Walter Dear        | USA           | The Laurel Hall  | 1'26"3 | Charlie Mills         | Charlie Mills         | Hazleton           | Fool Flyer         |
| 1935 | Muscletone         | Italien       | Mr.McElwyn       | 1'23"8 | Alexandre Finn        | Alexandre Finn        | Calumet Guy        | Hazleton           |
| 1936 | Javari             | Frankrike     | Quo Vadis        | 1'24"8 | M. Perlbag            | A.Gouin               | Muscletone         | Idalie B           |
| 1937 | Muscletone         | Italien       | Mr.McElwyn       | 1'23"8 | Alexandre Finn        | Alexandre Finn        | Tara               | Mary Sunshine      |
| 1938 | De Sota            | Italien       | Peter Volo       | 1'25"5 | Alexandre Finn        | Alexandre Finn        | Tara               | Calumet Epsom      |
| 1939 | De Sota            | Italien       | Peter Volo       | 1'23"9 | Alexandre Finn        | Alexandre Finn        | Probst             | Kadé D             |
|      |                    |               |                  |        |                       |                       |                    |                    |
| 1940 | Loppet inställt    |               |                  |        |                       |                       |                    |                    |
| 1941 | Loppet inställt    |               |                  |        |                       |                       |                    |                    |
| 1942 | Neulisse           | Frankrike     | Cricri           | 1'32"4 | C. Domergue           | C. Domergue           | Oviedo II          | Notre Williams     |
| 1943 | Nébuleuse V        | Frankrike     | Passeport        | 1'25"4 | Raoul Simonard        | Raoul Simonard        | Oviedo II          | Premier Pas        |
| 1944 | Profane            | Frankrike     | Enfant de Troupe | 1'27"3 | Alphonse Sourroubille | A.Délétang            | Petit Breton       | Priola             |
| 1945 | Ovidius Naso       | Frankrike     | Helenvilliers    | 1'23"7 | Roger Céran-Maillard  | H.Céran-Maillard      | Rosa Bonheur       | Québec VIII        |
| 1946 | Ovidius Naso       | Frankrike     | Helenvilliers    | 1'24"3 | Roger Céran-Maillard  | H.Céran-Maillard      | Ri                 | Quick Star         |
| 1947 | Mistero            | Italien       | Prince Hall      | 1'25"7 | Romolo Ossani         | Romolo Ossani         | Quick Star         | Sa Bourbonnaise    |
| 1948 | Mighty Ned         | Italien       | Volomite         | 1'24"  | Vincenzo Antonellini  | Vincenzo Antonellini  | Qui Qui IV         | Lord Maire         |
| 1949 | Venutar            | Frankrike     | Piorin           | 1'24"6 | F. Réaud              | F. Réaud              | Mighty Ned         | Reyland            |
|      |                    |               |                  |        |                       |                       |                    |                    |
| 1950 | Scotch Fez         | Sverige       | Scotland         | 1'22"8 | Sören Nordin          | Sören Nordin          | Buck               | Volontaireee       |
| 1951 | Mighty Ned         | Italien       | Volomite         | 1'22"7 | Alexandre Finn        | Alexandre Finn        | Scotch Thistle     | Chambon            |
| 1952 | Cancannière        | Frankrike     | Kankan II        | 1'23"1 | Jonel Chryriacos      | Jonel Chryriacos      | Cyrano II          | Chambon            |
| 1953 | Permit             | Tyskland      | Epilog           | 1'23"2 | Walter Heitmann       | Walter Heitmann       | Tryhussey          | Cancannière        |
| 1954 | Feu Follet X       | Frankrike     | Ogaden           | 1'21"9 | Maurice Riaud         | Alfred Lefèvre        | Frances Bulwark    | Eboué Wilkes       |
| 1955 | Fortunato II       | Frankrike     | Quito T          | 1'21"8 | Roger Céran-Maillard  | Charlie Mills         | Gelinotte          | Cancannière        |
| 1956 | Gelinotte          | Frankrike     | Kairos           | 1'22"2 | Charlie Mills         | Charlie Mills         | Hortensia VIII     | Horus L            |
| 1957 | Gelinotte          | Frankrike     | Kairos           | 1'22"2 | Charlie Mills         | Charlie Mills         | Hatik              | Héli Volo          |
| 1958 | Jamin              | Frankrike     | Abner            | 1'20"  | Jean Riaud            | Jean Riaud            | Jariolain          | Infante II         |
| 1959 | Jamin              | Frankrike     | Abner            | 1'20"5 | Jean Riaud            | Jean Riaud            | Icare IV           | Tornese            |
|      |                    |               |                  |        |                       |                       |                    |                    |
| 1960 | Hairos II          | Nederländerna | Kairos           | 1'21"3 | Willem Geersen        | Willem Geersen        | Tornese            | Jamin              |
| 1961 | Masina             | Frankrike     | Quinio           | 1'20"7 | François Brohier      | Henri Levesque        | Tornese            | Jocrisse           |
| 1962 | Newstar            | Italien       | Petit Jean III   | 1'20"3 | Walter Baroncini      | Walter Baroncini      | Masina             | Narvick DJ         |
| 1963 | Ozo                | Frankrike     | Vermont          | 1'20"1 | Roger Massue          | Roger Massue          | Oscar RL           | Quick Song         |
| 1964 | Nike Hanover       | Italien       | Star's Pride     | 1'18"9 | Jan Frömming          | L.Bergami             | Nisos H            | Morlant D          |
| 1965 | Ozo                | Frankrike     | Vermont          | 1'20"5 | Jan Frömming          | Roger Massue          | Elaine Rodney      | Oscar RL           |
| 1966 | Roquépine          | Frankrike     | Atus II          | 1'18"6 | Jean-René Gougeon     | Henri Levesque        | Elma               | Quérido II         |
| 1967 | Roquépine          | Frankrike     | Atus II          | 1'18"6 | Henri Levesque        | Henri Levesque        | Oscar RL           | City Lights        |
| 1968 | Roquépine          | Frankrike     | Atus II          | 1'19"1 | Jean-René Gougeon     | Henri Levesque        | Tony M             | Tabriz             |
| 1969 | Upsalin            | Frankrike     | Ecusson          | 1'17"6 | Louis Sauvé           | Henri Levesque        | Une de Mai         | Toscan             |
|      |                    |               |                  |        |                       |                       |                    |                    |
| 1970 | Toscan             | Frankrike     | Kerjacques       | 1'18"3 | Michel-Marcel Gougeon | Jean-René Gougeon     | Tony M             | Tidalium Pélo      |
| 1971 | Tidalium Pélo      | Frankrike     | Jidalium         | 1'17"5 | Jean Mary             | Roger Lemarié         | Vanina B           | Une de Mai         |
| 1972 | Tidalium Pélo      | Frankrike     | Jidalium         | 1'17"1 | Jean Mary             | Roger Lemarié         | Volnay II          | Arbella            |
| 1973 | Dart Hanover       | Sverige       | Hoot Mon         | 1'17"3 | Berndt Lindstedt      | Berndt Lindstedt      | Tony M             | Véronique R        |
| 1974 | Delmonica Hanover  | USA           | Speedy Count     | 1'18"4 | F. Frömming           | Delvin Miller         | Axius              | Casdar             |
| 1975 | Bellino II         | Frankrike     | Boum III         | 1'17"8 | Jean-René Gougeon     | Maurice Macheret      | Axius              | Catharina          |
| 1976 | Bellino II         | Frankrike     | Boum III         | 1'19"1 | Jean-René Gougeon     | Maurice Macheret      | Catharina          | Equiléo            |
| 1977 | Bellino II         | Frankrike     | Boum III         | 1'17"9 | Jean-René Gougeon     | Maurice Macheret      | Eléazar            | Franca Maria       |
| 1978 | Grandpré           | Frankrike     | Quouick JL       | 1'16"9 | Pierre-Désiré Allaire | Pierre-Désiré Allaire | Fakir du Vivier    | Éléazar            |
| 1979 | High Echelon       | Frankrike     | Patara           | 1'18"2 | Jean-Pierre Dubois    | G-M.Ollitrault        | Idéal du Gazeau    | Fakir du Vivier    |
|      |                    |               |                  |        |                       |                       |                    |                    |
| 1980 | Eléazar            | Frankrike     | Kerjacques       | 1'18"2 | Léopold Verroken      | Léopold Verroken      | Grandpré           | Gadamès            |
| 1981 | Idéal du Gazeau    | Frankrike     | Alexis III       | 1'17"4 | Eugène Lefèvre        | Eugène Lefèvre        | Jorky              | Classical Way      |
| 1982 | Hymour             | Frankrike     | Nonant le Pin    | 1'16"9 | Jean-Pierre Dubois    | Jean-Pierre Dubois    | Jiosco             | Idéal du Gazeau    |
| 1983 | Idéal du Gazeau    | Frankrike     | Alexis III       | 1'18"7 | Eugène Lefèvre        | Eugène Lefèvre        | Lurabo             | Lutin d'Isigny     |
| 1984 | Lurabo             | Frankrike     | Ura              | 1'17"  | Michel-Marcel Gougeon | Maurice Macheret      | Jorky              | Kémilla            |
| 1985 | Lutin d'Isigny     | Frankrike     | Firstly          | 1'17"8 | Jean-Paul André       | M-G.Cornière          | Mon Tourbillon     | Minou du Donjon    |
| 1986 | Ourasi             | Frankrike     | Greyhound        | 1'16"6 | Jean-René Gougeon     | Jean-René Gougeon     | Mon Tourbillon     | Micron Hanover     |
| 1987 | Ourasi             | Frankrike     | Greyhound        | 1'16"9 | Jean-René Gougeon     | Jean-René Gougeon     | Grades Singing     | Ogorek             |
| 1988 | Ourasi             | Frankrike     | Greyhound        | 1'15"7 | Jean-René Gougeon     | Jean-René Gougeon     | Permissionnaire    | Mack The Knife     |
| 1989 | Queila Gédé        | Frankrike     | Gazon            | 1'15"5 | Roger Baudron         | Roger Baudron         | Potin d'Amour      | Ourasi             |
|      |                    |               |                  |        |                       |                       |                    |                    |
| 1990 | Ourasi             | Frankrike     | Greyhound        | 1'15"2 | Michel-Marcel Gougeon | Jean-René Gougeon     | Poroto             | Pussy Cat          |
| 1991 | Ténor de Baune     | Frankrike     | Le Loir          | 1'15"5 | Jean-Baptiste Bossuet | Jean-Baptiste Bossuet | Rêve d'Udon        | Ultra Ducal        |
| 1992 | Verdict Gédé       | Frankrike     | Kagino           | 1'16"6 | Jean-Claude Hallais   | Jean-Claude Hallais   | Ultra Ducal        | Queen L.           |
| 1993 | Queen L.           | Sverige       | Crownton         | 1'15"8 | Stig H. Johansson     | Stig H. Johansson     | Ukir de Jemma      | Vourasie           |
| 1994 | Sea Cove           | Kanada        | Bonefish         | 1'15"  | Joseph Verbeeck       | Harald Grendel        | Vourasie           | Queen L.           |
| 1995 | Ina Scot           | Sverige       | Allen Hanover    | 1'14"7 | Helen A Johansson     | Kjell P. Dahlström    | Vourasie           | Abo Volo           |
| 1996 | Coktail Jet        | Frankrike     | Quouky Williams  | 1'15"5 | Jean-Étienne Dubois   | Jean-Étienne Dubois   | Abo Volo           | Arnaqueur          |
| 1997 | Abo Volo           | Frankrike     | Lurabo           | 1'14"6 | Joseph Verbeeck       | Paul Viel             | Capitole           | Défi d'Aunou       |
| 1998 | Dryade des Bois    | Frankrike     | Off Gy           | 1'14"3 | Joseph Verbeeck       | Jean-Baptiste Bossuet | Echo               | Capitole           |
| 1999 | Moni Maker         | USA           | Speedy Crown     | 1'14"3 | Jean-Michel Bazire    | Jimmy Takter          | Lovely Godiva      | Défi d'Aunou       |
|      |                    |               |                  |        |                       |                       |                    |                    |
| 2000 | Général du Pommeau | Frankrike     | Sébrazac         | 1'12"6 | Jules Lepennetier     | Jacky Grisanti        | Galopin du Ravary  | Varenne            |
| 2001 | Varenne            | Italien       | Waikiki Beach    | 1'13"7 | Giampaolo Minnucci    | Jori Turja            | Fan Idole          | Général du Pommeau |
| 2002 | Varenne            | Italien       | Waikiki Beach    | 1'12"9 | Giampaolo Minnucci    | Jori Turja            | Général du Pommeau | Insert Gédé        |
| 2003 | Abano As           | Tyskland      | Dylan Lobell     | 1'15"1 | Joseph Verbeeck       | Éric Bondo            | Insert Gédé        | Gigant Neo         |
| 2004 | Kesaco Phedo       | Frankrike     | Caballo in Blue  | 1'12"3 | Jean-Michel Bazire    | Jean-Michel Bazire    | Abano As           | Jag de Bellouet    |
| 2005 | Jag de Bellouet    | Frankrike     | Viking's Way     | 1'12"6 | Christophe Gallier    | Christophe Gallier    | Gigant Neo         | Ilster d'Espiens   |
| 2006 | Gigant Neo         | Sverige       | Super Arnie      | 1'12"5 | Dominiek Locqueneux   | Stefan Melander       | Jardy              | Java Darche        |
| 2007 | Offshore Dream     | Frankrike     | Rêve d'Udon      | 1'12"  | Pierre Levesque       | Pierre Levesque       | Kool du Caux       | Kazire de Guez     |
| 2008 | Offshore Dream     | Frankrike     | Rêve d'Udon      | 1'12"1 | Pierre Levesque       | Pierre Levesque       | Opal Viking        | Orla Fun           |
| 2009 | Meaulnes du Corta  | Frankrike     | Voici du Niel    | 1'12"5 | Franck Nivard         | Pierre Levesque       | Nouba du Saptel    | Qualita Bourbon    |
|      |                    |               |                  |        |                       |                       |                    |                    |
| 2010 | Oyonnax            | Frankrike     | In Love With You | 1'12"4 | Sébastien Ernault     | Vincent Brazon        | Quaker Jet         | Meaulnes du Corta  |
| 2011 | Ready Cash         | Frankrike     | Indy de Vive     | 1'12"1 | Franck Nivard         | Thierry Duvaldestin   | Maharajah          | Olga du Biwetz     |
| 2012 | Ready Cash         | Frankrike     | Indy de Vive     | 1'12"  | Franck Nivard         | Thierry Duvaldestin   | Roxane Griff       | The Best Madrik    |
| 2013 | Royal Dream        | Frankrike     | Love You         | 1'11"9 | Jean-Philippe Dubois  | Philippe Moulin       | Ready Cash         | Main Wise As       |
| 2014 | Maharajah          | Sverige       | Viking Kronos    | 1'13"3 | Örjan Kihlström       | Stefan Hultman        | Up And Quick       | Yarrah Boko        |
| 2015 | Up And Quick       | Frankrike     | Buvetier d'Aunou | 1'12"2 | Jean-Michel Bazire    | Franck Leblanc        | Voltigeur de Myrt  | Timoko             |
| 2016 | Bold Eagle         | Frankrike     | Ready Cash       | 1'11"4 | Franck Nivard         | Sébastien Guarato     | Timoko             | Oasis Bi           |
| 2017 | Bold Eagle         | Frankrike     | Ready Cash       | 1'11"2 | Franck Nivard         | Sébastien Guarato     | Belina Josselyn    | Lionel N.O.        |
| 2018 | Readly Express     | Sverige       | Ready Cash       | 1'11"2 | Björn Goop            | Timo Nurmos           | Bold Eagle         | Belina Josselyn    |
| 2019 | Belina Josselyn    | Frankrike     | Love You         | 1'11"7 | Jean-Michel Bazire    | Jean-Michel Bazire    | Looking Superb     | Readly Express     |
|      |                    |               |                  |        |                       |                       |                    |                    |
| 2020 | Face Time Bourbon  | Frankrike     | Ready Cash       | 1'11"5 | Björn Goop            | Sébastien Guarato     | Davidson du Pont   | Belina Josselyn    |
| 2021 | Face Time Bourbon  | Frankrike     | Ready Cash       | 1'10"8 | Björn Goop            | Sébastien Guarato     | Davidson du Pont   | Gu d'Héripré       |
| 2022 | Davidson du Pont   | Frankrike     | Pacha du Pont    | 1'11"3 | Nicolas Bazire        | Nicolas Bazire        | Galius             | Flamme du Goutier  |
| 2023 | Hooker Berry       | Frankrike     | Booster Winner   | 1'11"7 | Jean-Michel Bazire    | Jean-Michel Bazire    | Ampia Mede SM      | Italiano Vero      |
| 2024 | Idao de Tillard    | Frankrike     | Severino         | 1'11"6 | Clément Duvaldestin   | Thierry Duvaldestin   | Hokkaido Jiel      | Joviality          |

Källor: